# 苅安賀站
苅安賀站（日语：／ Kariyasuka eki */?）是位於愛知縣一宮市大和町苅安賀，屬於名古屋鐵道（名鐵）的尾西線車站。車站編號為「BS11」。

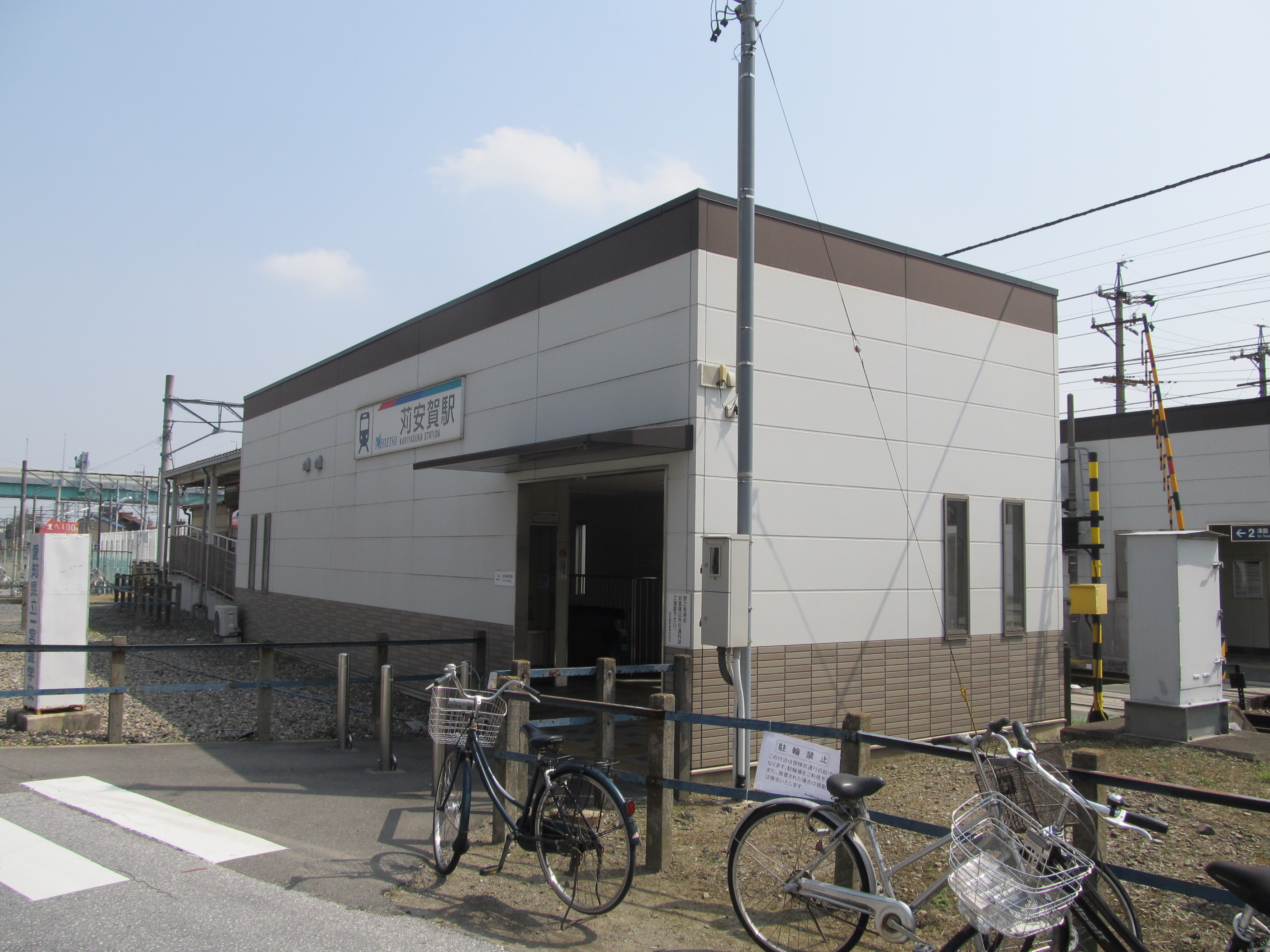
往名鐵一宮方向的站房(2015年3月)

## 歷史
- 1900年（明治33年）1月24日 - 車站啟用。當初車站讀法為，後來改變讀法的日期不詳[2][3]。
- 1968年（昭和43年）5月12日 - 成為特急停車站。
- 1969年（昭和44年）7月6日 - 降級為準急停車站。
- 1970年（昭和45年）12月25日 - 降級為普通停車站。
- 1995年（平成7年）4月1日 - 成為無人車站。
- 2007年（平成19年）8月8日 - 車站可以使用「Tranpass」[4]。
- 2011年（平成23年）2月11日 - 車站可以使用「manaca」IC卡。
- 2012年（平成24年）2月29日 - 車站不再可以使用「Tranpass」。

## 車站構造

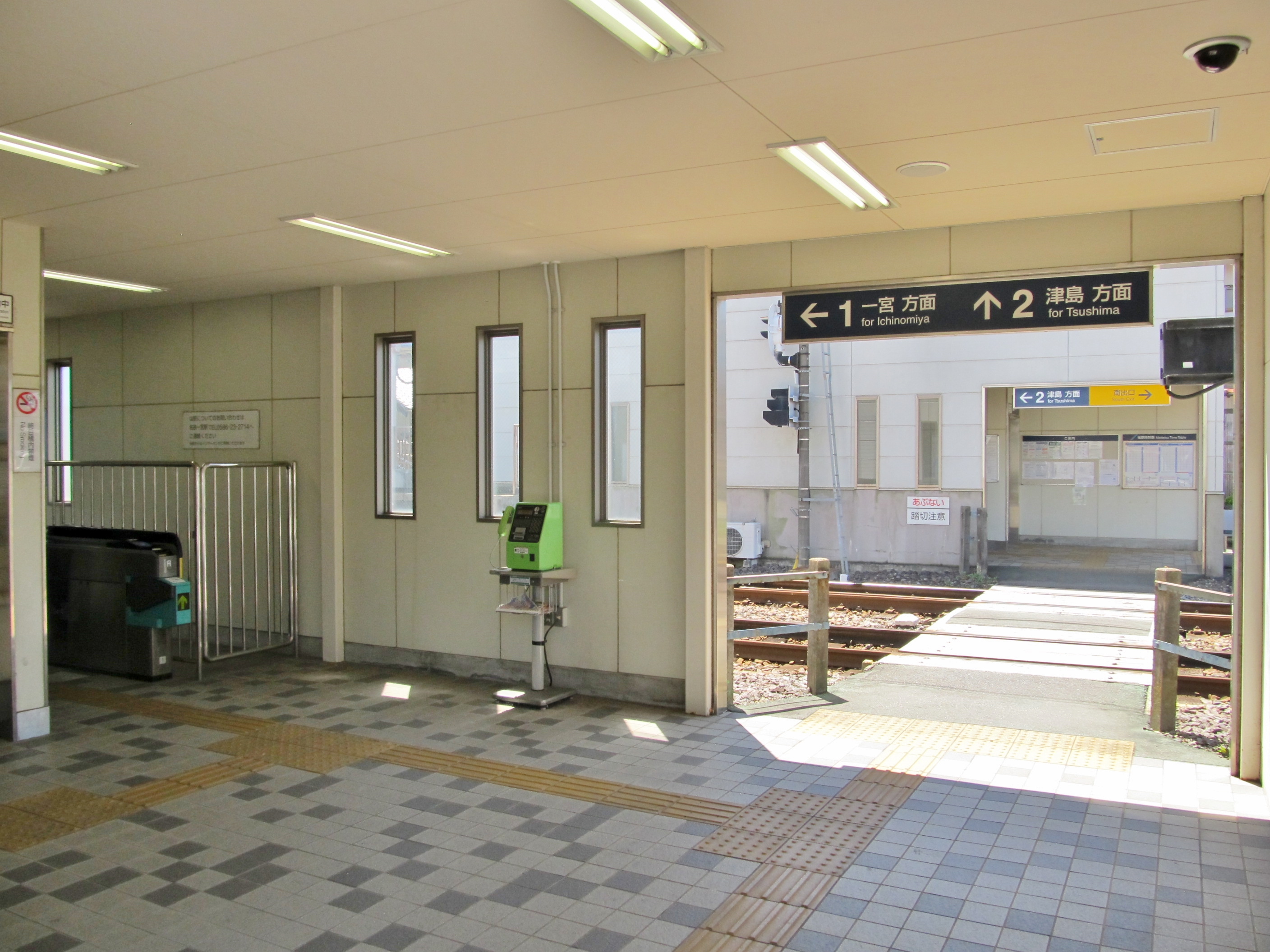
驗票口(2022年7月)

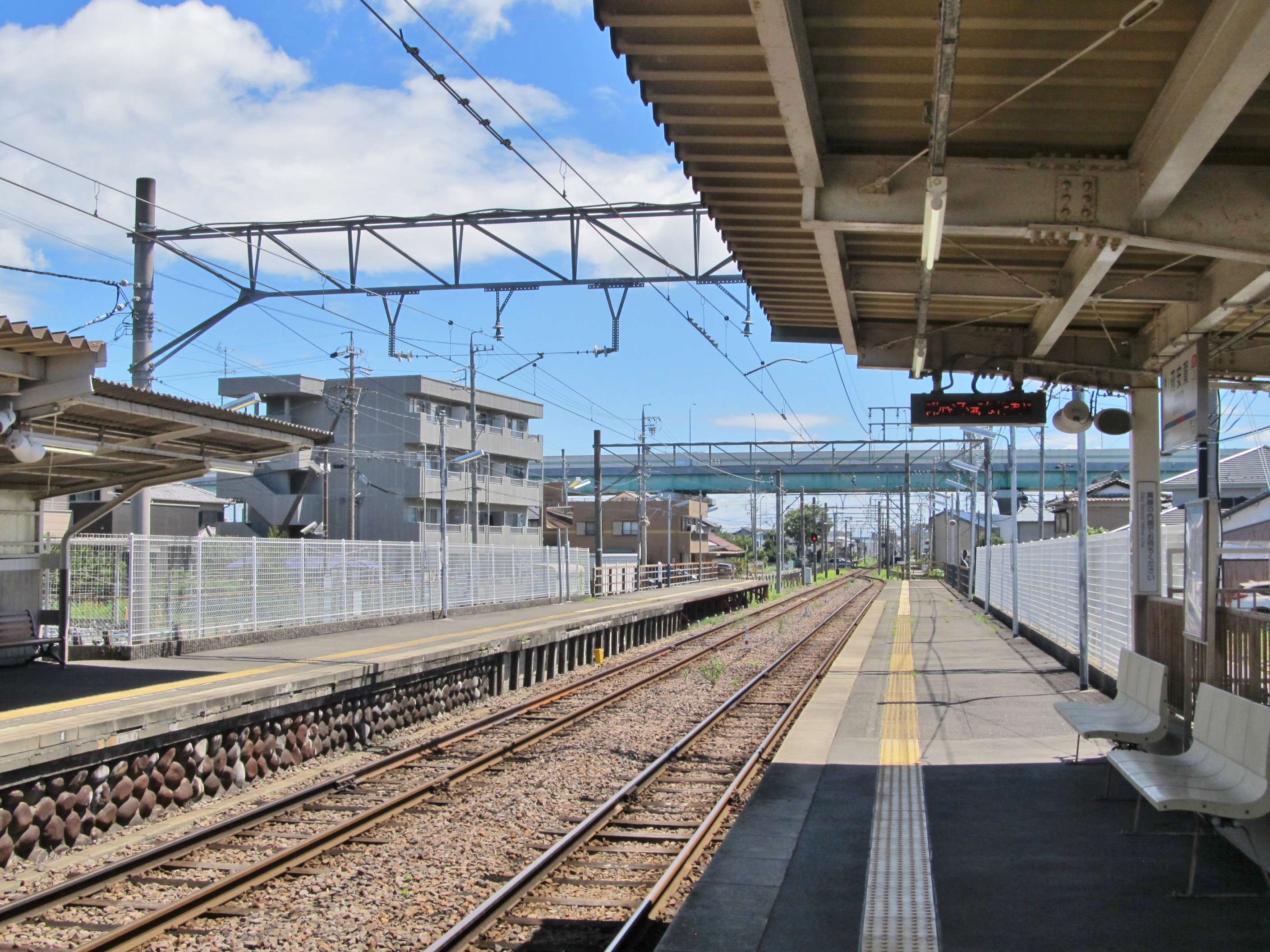
月台(2022年7月)

本站是地面車站，設有2面2線的相對式月台。月台全長85米，可容納4卡列車。列車司機曾會在此站交換路牌，但隨著新一宮站（現時：名鐵一宮站）至森上站之間使用自動信號機，此安排也隨之取消，並於1995年成為無人車站。本站的舊木製站房建於在昭和2年，後來隨著引入「Tranpass」時把大樓拆毀。
現時車站靠近一宮站一方和津島站一方均設有新站房，並各自設有檢票口。在閘口外可透過站內平交道互相往來。月台上設有緊急電話。此站在計劃高架化後把列車交會設備遷移至鄰站觀音寺站。

### 月台
| 月台 | 路線                     | 上下行 | 方向         | 備註                                       |
| ---- | ------------------------ | ------ | ------------ | ------------------------------------------ |
| 1    | 尾西線（名鐵一宮〜津島） | 下行   | 名鐵一宮方向 | 整日停靠此月台的列車都是前往名鐵一宮       |
| 2    | 尾西線（名鐵一宮〜津島） | 上行   | 津島方向     | 平日早上設有列車經津島前往須口、名古屋方向 |

### 配線圖
| ← 一宮方向      | 苅安賀站 站內配線圖 | → 津島方向 |
| 图例 参考文献： |                     |            |

## 利用狀況
- 在中提及在2013年度，當時1日平均上下車人次為945人，為名鐵所有車站（275站）排名第228，尾西線（22站）中排名第19[9]。
- 在中提及在1992年度，當時1日平均上下車人次為751人，為除岐阜市內線均一車費區間內各站（岐阜市內線、田神線、美濃町線徹明町站至琴塚站之間）外名鐵所有車站（342站）中排名第249，尾西線（23站）中排名第19[10]。

## 車站周邊
- 一宮市立大和西小學（日语：一宮市立大和西小学校）
- 名神高速道路、東海北陸自動車道 一宮系統交匯處（日语：一宮ジャンクション）
- 東海北陸自動車道 一宮西交匯處
- 丸中（日语：ヤマナカ）一宮Frante館
- 國道155號（日语：国道155号）
- 愛知縣道14號岐阜稻澤線（日语：愛知県道14号岐阜稲沢線）（西尾張中央道）
- 一宮聾學校
- 苅安賀汽車學校
- 苅安賀城（日语：苅安賀城）址

## 高架化計劃

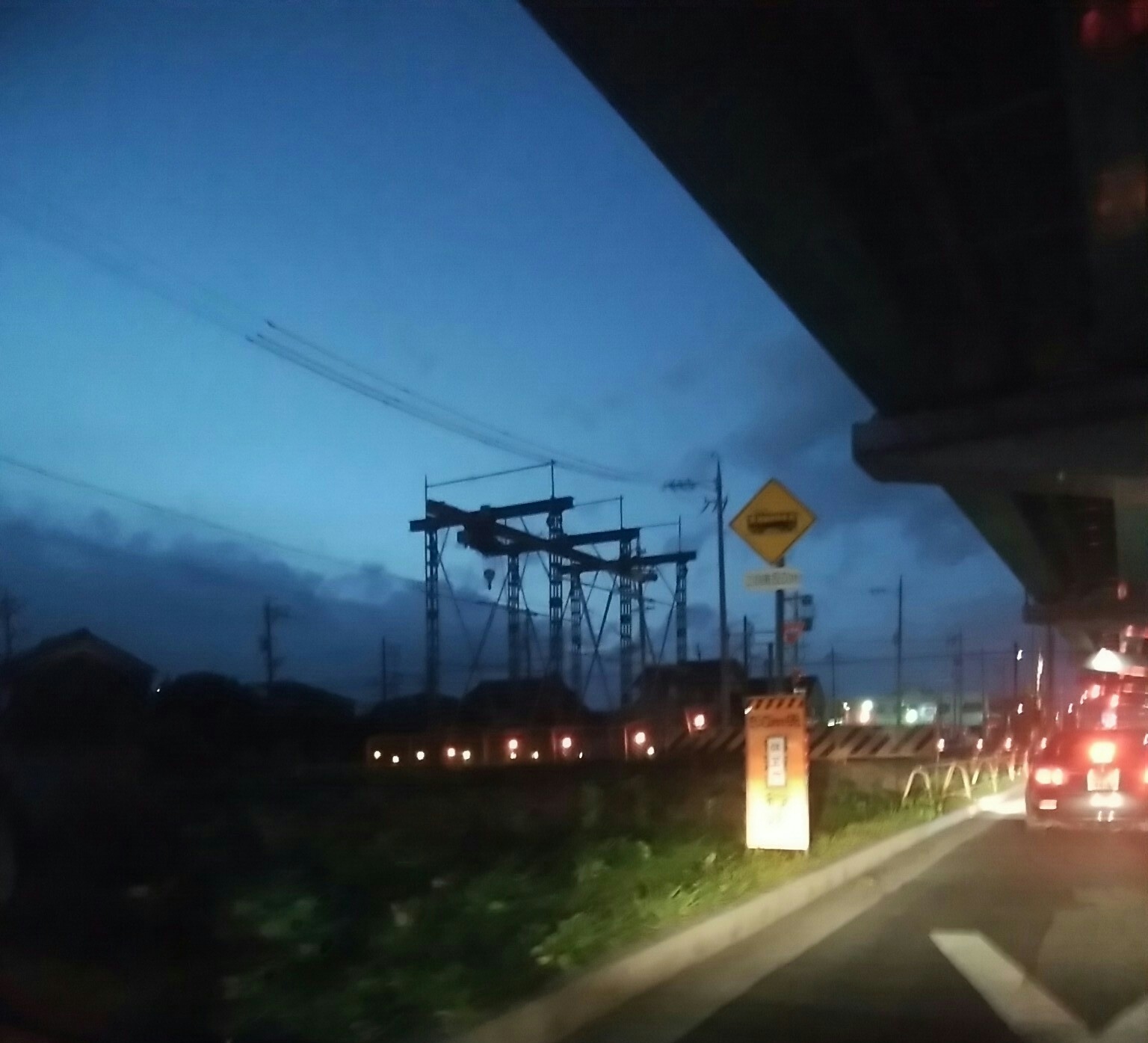
名鐵尾西線苅安賀站至觀音寺站附近的高架化工程

尾西線與岐阜稻澤線相交處設有苅安賀1號平交道，該處經常使交通擁擠。因此為了解決這個問題，在觀音寺站至此站之間進行了高架化計劃，並預計在2024年（令和6年）度完工，在工程中需要徵地作臨時路軌用地。工程完成後此站會變成高架車站，而此站的列車交會設備預計會遷移至鄰站觀音寺站。

## 相鄰車站
名古屋鐵道
 尾西線
二子（BS10）－苅安賀（BS11）－觀音寺（BS12）

## 註腳
1. ↑   (PDF). 名古屋鉄道.   [2020-11-27]. （原始内容存档 (PDF)于2021-01-22） （日语）.
2. ↑  鉄道省 編 『鉄道停車場一覧 附・関係法規、線路図運賃早見表 昭和2年版』p.258 鐵道教育會1927年 國立國會圖書館近代數碼圖書館
3. ↑  鉄道省 編 『鉄道停車場一覧 昭和12年10月1日現在』p.363 川口印刷所出版部 1937年 國立國會圖書館近代數碼圖書館
4. ↑  . 交通新聞 (交通新聞社). 2007-12-07: 1 （日语）.
5. ↑  一宮市議會定例會，1999年9月9日
6. ↑  苅安賀駅 - 電車のご利用案内 （页面存档备份，存于）（日語），2019年3月23日參閲
7. 1 2  駅時刻表：名古屋鉄道・名鉄バス （页面存档备份，存于）（日語），2019年3月23日參閲
8. ↑  電氣車研究會，《鐵道畫刊》通卷第816號 2009年3月 臨時增刊号 「特集 - 名古屋鉄道」，卷末折込「名古屋鉄道 配線略図」
9. ↑  名鐵120年史編纂委員會事務局（編）. . 名古屋鐵道. 2014: 160–162 （日语）.
10. ↑  名古屋鐵道廣報宣傳部（編）. . 名古屋鐵道. 1994: 651–653 （日语）.
11. ↑  愛知県道路事業（道路改良事業） （页面存档备份，存于）（日語）(PDF)
12. ↑  名鉄尾西線苅安賀駅付近鉄道高架化事業 （页面存档备份，存于）（日語）(PDF)

## 外部連結
- 苅安賀 - 名古屋鐵道